# Aleksander Böhm
Aleksander Böhm (ur. 25 listopada 1943 w Krakowie) – polski architekt krajobrazu, profesor związany głównie z Politechniką Krakowską.

## Życiorys
W 1967 ukończył studia na Wydziale Architektury Politechniki Krakowskiej (pracę magisterską inspirował prof. Gerard Ciołek, który zmarł – wykonana została pod kierunkiem docenta Stefana Żychonia). W latach 1971-1972 przebywał w Kanadzie i Stanach Zjednoczonych. W 1974 doktoryzował się pod kierunkiem prof. Witolda Cęckiewicza, a w 1984 habilitował na podstawie rozprawy „O budowie i synergii wnętrz urbanistycznych”. W 1991 został profesorem uczelni.
Oprócz Politechniki Krakowskiej wykładał na Uniwersytecie Ekonomicznym w Krakowie, Katolickim Uniwersytecie Lubelskim, Uniwersytecie Zielonogórskim oraz Akademii Nauk Stosowanych w Nowym Targu. Od 1976 do 1977 prowadził wykłady na Uniwersytecie Bagdadzkim, a w latach późniejszych pełnił funkcję profesora wizytującego w Fachhochschule Münster. Był też konsultantem International City Managers Association. W latach 1990-1991 był Głównym Architektem Krakowa. Współtworzył plan ogólny tego miasta, a także studia uwarunkowań i kierunków zagospodarowania przestrzennego Krakowa i Warszawy, jak również plan koordynacyjny III Kampusu Uniwersytetu Jagiellońskiego i koncepcję „Parków rzecznych” w studium uwarunkowań i kierunków zagospodarowania przestrzennego Krakowa. Tworzył lub współtworzył około 120 opracowań studialnych, planów i ekspertyz krajobrazowych.
Jest autorem ponad 250 publikacji, w tym dwunastu książek. W 2000 z jego inicjatywy utworzono na Wydziale Architektury Politechniki Krakowskiej kierunek Architektura krajobrazu. Był autorem koncepcji Forów Architektury Krajobrazu (cyklicznych spotkań środowiskowych). W latach 1994-2002 oraz 2005-2013 pełnił funkcje dyrektora Instytutu Architektury Krajobrazu na Wydziale Architektury Politechniki Krakowskiej. Od 2002 do 2005 był prorektorem tej uczelni. Pełnił również funkcję przewodniczącego Senackiej Komisji ds. Rozwoju Uczelni.

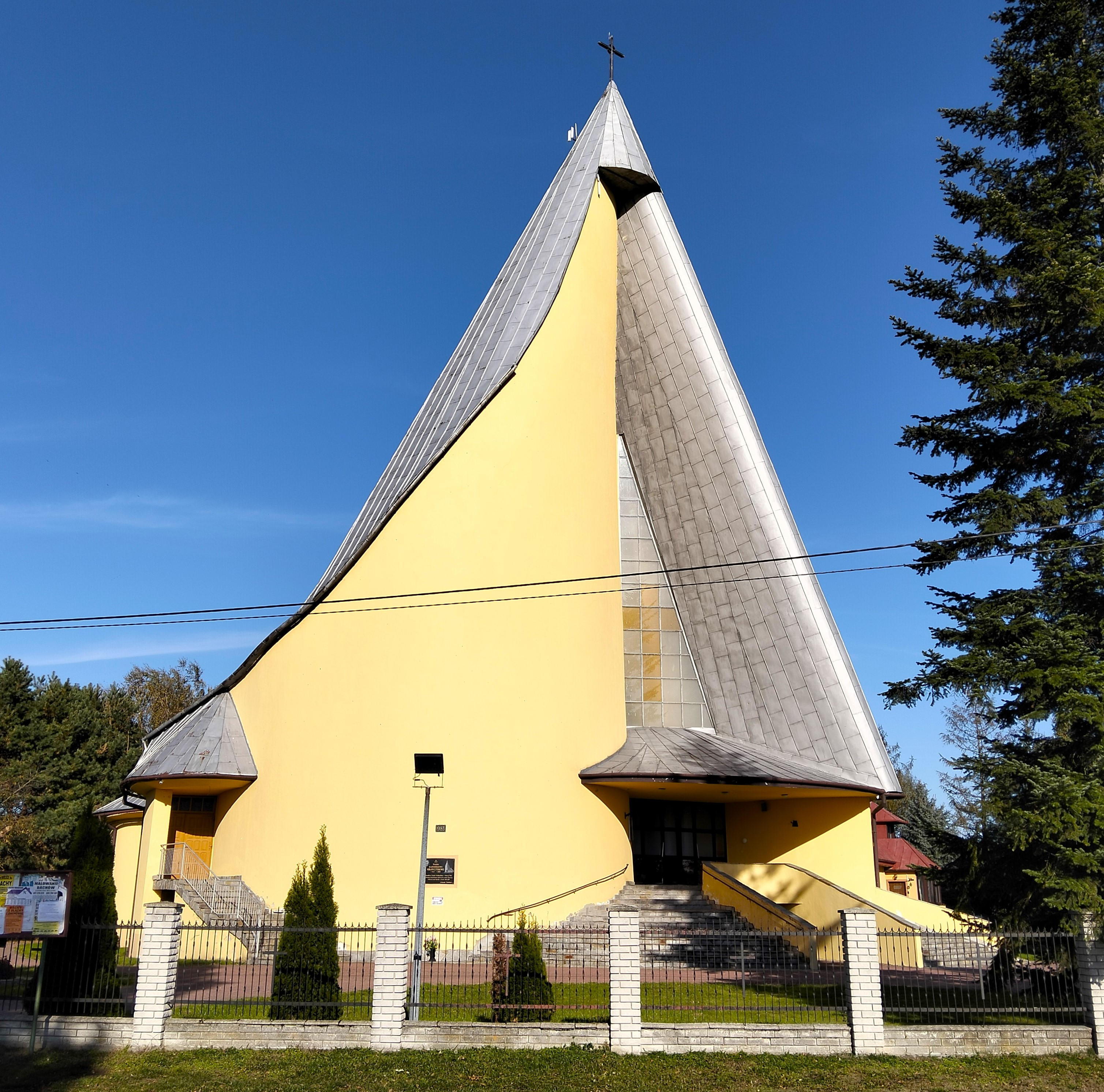
Kościół Przemienienia Pańskiego w Domacynach

W latach 1991-1992 był konsultantem International City Managers Association w Waszyngtonie, natomiast od 1993 do 1994 akredytowano go jako doradcę Land Management Practice London University & Llewelyn Davies oraz Instytutu Gospodarki Przestrzennej i Komunalnej w Krakowie.  W latach 2002-2007 był członkiem Komitetu Sterującego European Conference of Landscape Architecture Schools. Pozostawał też członkiem Polskiego Komitetu UNESCO.
Pracował w Komisji Rewizyjnej i Kolegium Sędziów Konkursowych Stowarzyszenia Architektów Polskich. Jest członkiem rad redakcyjnych „Kwartalnika Architektury i Urbanistyki”, jak również rocznika „Urbanistyka”.
Był autorem projektów architektonicznych: jednej z koncepcji kościoła na Woli Justowskiej w Krakowie oraz kościoła Przemienienia Pańskiego w Domacynach.